# 세븐 세컨즈
《세븐 세컨즈》(7 Seconds)는 영국에서 제작된 사이몬 펠로우스 감독의 2005년 액션, 스릴러, 범죄 영화이다. 웨슬리 스나입스 등이 주연으로 출연하였고 도널드 쿠쉬너 등이 제작에 참여하였다. 이 영화는 2005년 6월 미국에서 Direct-to-DVD로 개봉되었다. 제목은 00:07(7초)로 설정된 영화의 시적 타이머를 의미한다.

## 출연

### 주연
- 웨슬리 스나입스
- 탐진 오스웨이트

### 조연
- 타머 해선
- 피트 리 윌슨
- 도비 오파레이
- 조지나 라이랜스
- 서지 소릭
- 마틴 위러

## 기타
- 제작팀장: 데이빗 알바라도
- 제작팀장: 알윈 쿠쉬너
- 제작부: 샤룩 우머
- 라인프로듀서: 알리슨 세멘자
- 미술: 크리스티안 니쿠레스크
- 의상: 오아나 파운네스크
- 배역: 클로디우 볼치스
- 배역: 타니아 폴렌타루티